# Bombyx laineux
Eriogaster lanestris
Espèce
Eriogaster lanestris est un lépidoptère appartenant à la famille des Lasiocampidae. Il est appelé Bombyx laineux sous sa forme imago (papillon) ou Laineuse du cerisier sous sa forme chenille. C'est l'espèce type du genre Eriogaster.

## Description
- Envergure du mâle : de 13 à 15 mm.

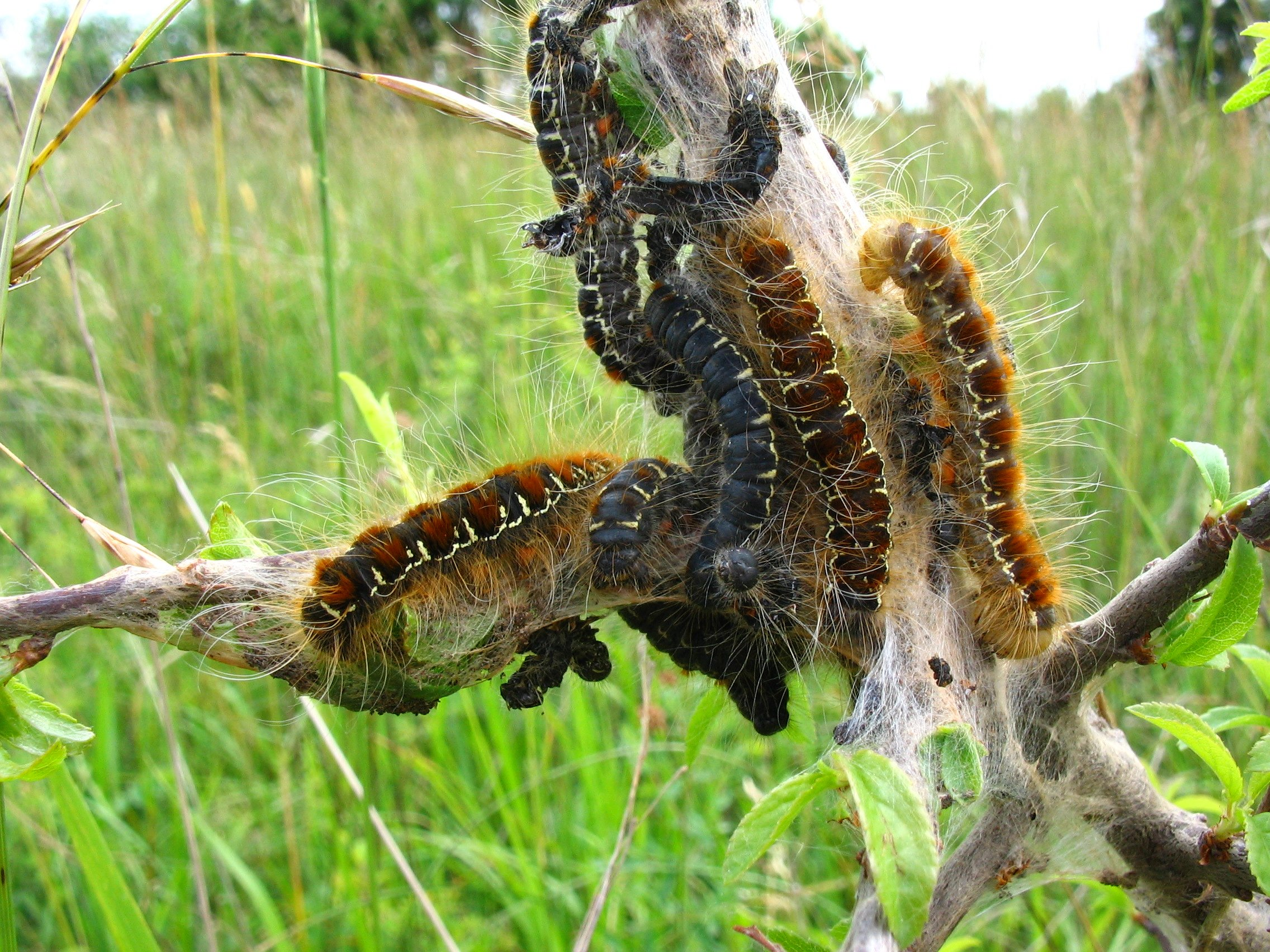
La chenille : laineuse du cerisier
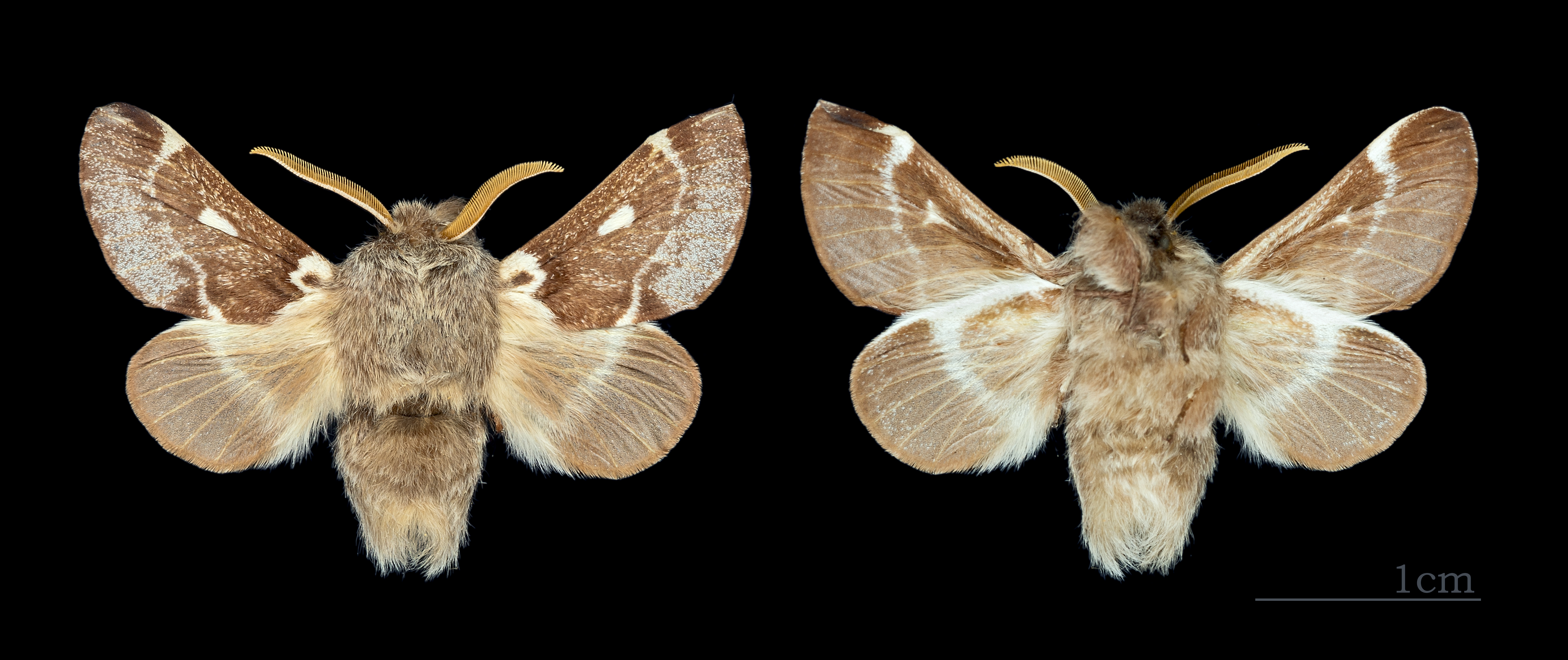
Bombyx laineux ♂, Ozoir-la-Ferrière, Muséum de Toulouse
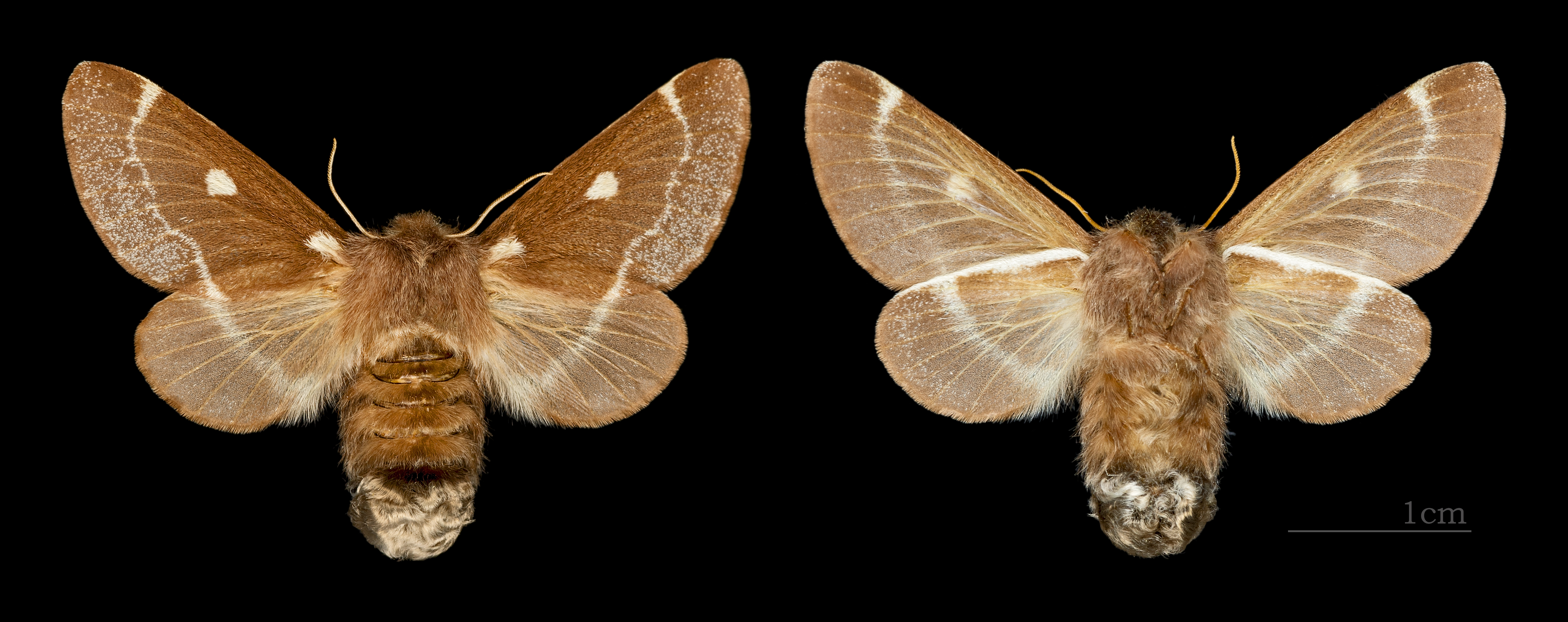
Bombyx laineux ♀, Ozoir-la-Ferrière, Muséum de Toulouse

## Comportement
- Période de vol : de mars à mai. Alimentation de la chenille : plantes-hôtes : diverses espèces de feuillus.

## Répartition et habitat
Répartition
Eurasiatique : de l’Europe à la région du fleuve Amour.
Habitat
Forêts de feuillus, vergers.

## Systématique
L'espèce Eriogaster lanestris a été décrite  par le naturaliste suédois Carl von Linné en 1758, sous le nom initial de Phalaena lanestris.

### Synonymie
- Phalaena lanestris Linnaeus, 1758 protonyme